# Pițigoi moțat
Pițigoiul moțat (Lophophanes cristatus, sin. Parus cristatus)  este o pasăre sedentară montană din familia paridelor, larg răspândită în regiunile muntoase din toată Europa, unde preferă pădurile de conifere, mai ales cele de molidișuri. Frecventează însă și partea superioară a etajului pădurilor mixte. Cu toate că este o pasăre sedentară, pot există totuși deplasări sezoniere, în timpul iernilor foarte grele unele exemplare coboară la altitudini mai joase. În această perioadă rece a anului formează stoluri mixte, împreună cu alte specii de pițigoi. În România este un locuitor al pădurilor de conifere din Carpați, întâlnită frecvent între 730 m și 1800 m în Munții Călimani, Bucegi, Piatra Craiului și Retezat. Populația din România este stabilă și cu efective importante la nivel european, fiind apreciată la 50.000-150.000 de perechi cuibăritoare. În Republica Moldova au fost înregistrate câteva apariții accidentale în timpul iernii. Este o pasăre mică. Are o lungime de 11,5-12 cm (între pitulice și vrabie) și o greutate de 9,7-15,8 g. Atinge în libertate longevitatea maximă de 11 ani și 6 luni. Sexele sunt asemănătoare și nu se pot diferenția după penaj. Este ușor de recunoscut după moțul ascuțit și ridicat pe care-l are pe cap, acesta fiind cu pete albe și negre, și îndreptat spre spate. Obrajii sunt albi, înapoia regiunii urechii se află o dungă neagră în formă de potcoavă. Bărbia și gușa negre. Penajul dorsal brun-cenușiu, pe târtiță și subcodale o tentă roșcată. Partea inferioară albicioasă cu tente ruginii pe flancuri. Picioarele relativ puternice, albăstrui. Ciocul negru, ascuțit, conic. Irisul brun-roșu. Are un strigăt scurt, un tril ca un tors de pisică, răsunător (amintește de cel al presurii de iarnă). Cântecul este rapid, un "ți-ți-turrrrit ți-ți-turrrrit". Se hrănește în timpul sezonului de reproducere în special cu insecte (ouă, larve și adulți) și păianjeni, iar în perioada rece și cu diferite semințe. Hrana o caută în coronament, stând cu capul în jos cu aceeași ușurință ca atunci când e în poziția normală. Adesea coboară pe pământ pentru a se hrăni. Când găsește hrană din abundență, își face provizii, pe care le ascunde sub lichenii fixați pe scoarța copacilor.  Pițigoiul moțat este o specie monogamă, masculul apărându-și teritoriul ocupat. Cuibul și-l instalează în diferite scorburi, de obicei în scorburile arborilor bătrâni, parțial putreziți ce se află în picioare; mai rar sunt folosite cuiburile vechi ale altor păsări (mai ales ale ciocănitoarei pestrițe mari) sau cele de veveriță, sau în cavități din sol sau sub rădăcinile copacilor. Cuibul are forma unei cupe și este constituit din mușchi, uneori și din licheni, iar interiorul căptușit cu păr de animale, pene, pânză de păianjeni și lână. Construiește cuibul numai femela, timp de aproximativ 3 săptămâni. Depune de obicei 2 ponte în ani favorabili. Prima pontă este depusă de la sfârșitul lui aprilie până în mai și este formată din 5-8 ouă, rareori alt număr. Incubația durează 13-18 zile. Clocitul este asigurat de femelă, care în acest timp este hrănită de mascul. Puii sunt nidicoli. La hrănirea puilor participă și masculul. Puii părăsesc cuibul la vârsta de 18-22 de zile, însă rămân în îngrijirea adulților încă 23 de zile. Dacă femela începe depunerea celei de a 2-a ponte, cu îngrijirea puilor, până ce aceștia devin complet independenți, se ocupă masculul. Sunt recunoscute șapte subspecii. În România se găsește subspecia nominată Lophophanes cristatus cristatus (în Carpați) și Lophophanes cristatus mitratus (în Munții Apuseni, unde intergradează cu subspecia nominată).

## Denumiri
Denumirea latină Lophophanes cristatus a acestei specii, provine din cuvintele grecești lophos = moț (de pasăre) + phane = aspect, înfățișare, aparență exterioară + cuvântul latin cristatus = moțat. Denumirea latină Parus cristatus provine din cuvintele latine parus =  pițigoi + cristatus = moțat.
În limba română această specie se numește pițigoi moțat, pițigoi crestat, pițigoi mitrat, pițigoi cu cârpă, pițigoi cucuiat, pițigoi cu creastă.

## Taxonomia
Denumirea latină a acestei specii Parus cristatus a fost dată de Linnaeus în 1758  (terra typica Suedia).
Hibridizează cu pițigoiul de brădet (Periparus ater). Subspeciile weigoldi, abadiei și mitratus intergradează obișnuit în vestul Europei. Subspeciile baschkirikus și bureschi se  deosebesc puțin de subspecia nominată.

### Subspecii și distribuție
Sunt recunoscute șapte subspecii:

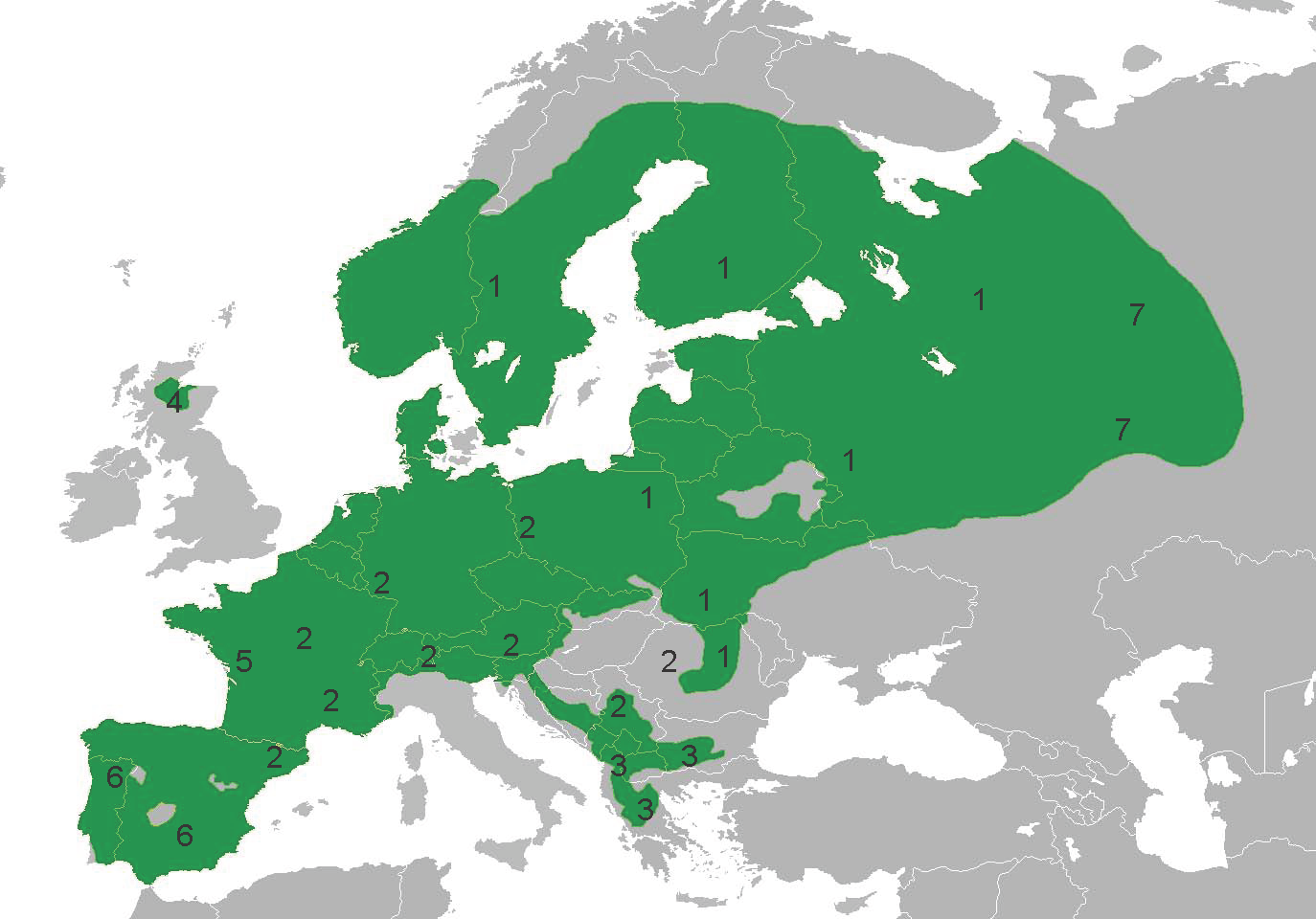
Distribuția subspeciilor
1. Lophophanes cristatus cristatus
2. Lophophanes cristatus mitratus
3. Lophophanes cristatus bureschi
4. Lophophanes cristatus scoticus
5. Lophophanes cristatus abadiei
6. Lophophanes cristatus weigoldi
7. Lophophanes cristatus baschkirikus

- Lophophanes cristatus cristatus (Linnaeus, 1758) - subspecia nominată, în nordul și estul Europei,  la sud până în Munții Carpați.
- Lophophanes cristatus mitratus (C. L. Brehm, 1831) - în centrul Europei, la sud până în nord-estul Spaniei, Alpi, Croația și nordul Serbiei.
- Lophophanes cristatus bureschi (Jordans, 1940) - în Albania, la est până în Bulgaria și nordul și centrul Greciei.
- Lophophanes cristatus scoticus Prazák, 1897 - în nord-centrul Scoției.
- Lophophanes cristatus abadiei (Jouard, 1929) - în vestul Franței.
- Lophophanes cristatus weigoldi (Tratz, 1914) - în vestul și sudul Peninsulei Iberice.
- Lophophanes cristatus baschkirikus Snigirewski, 1931 - în sud-vestul și centrul Munților Ural.

În România cuibărește subspecia nominată Lophophanes cristatus cristatus (în Carpați) și Lophophanes cristatus mitratus (în Munții Apuseni, unde intergradează cu subspecia nominată).
În Republica Moldova au fost înregistrate câteva apariții accidentale în timpul iernii. Aici a fost observată de Osterman în 1912 și Nazarenko în 1953. În Muzeul Național de Etnografie și Istorie Naturală din Chișinău sunt expuse două exemplare. Gauzștein și Ufnarovskii în perioada 1955-1970, au observat de 6 ori această specie iarnă în parcurile din Chișinău și o dată în pădurea din Balatina.

## Recunoașterea în teren

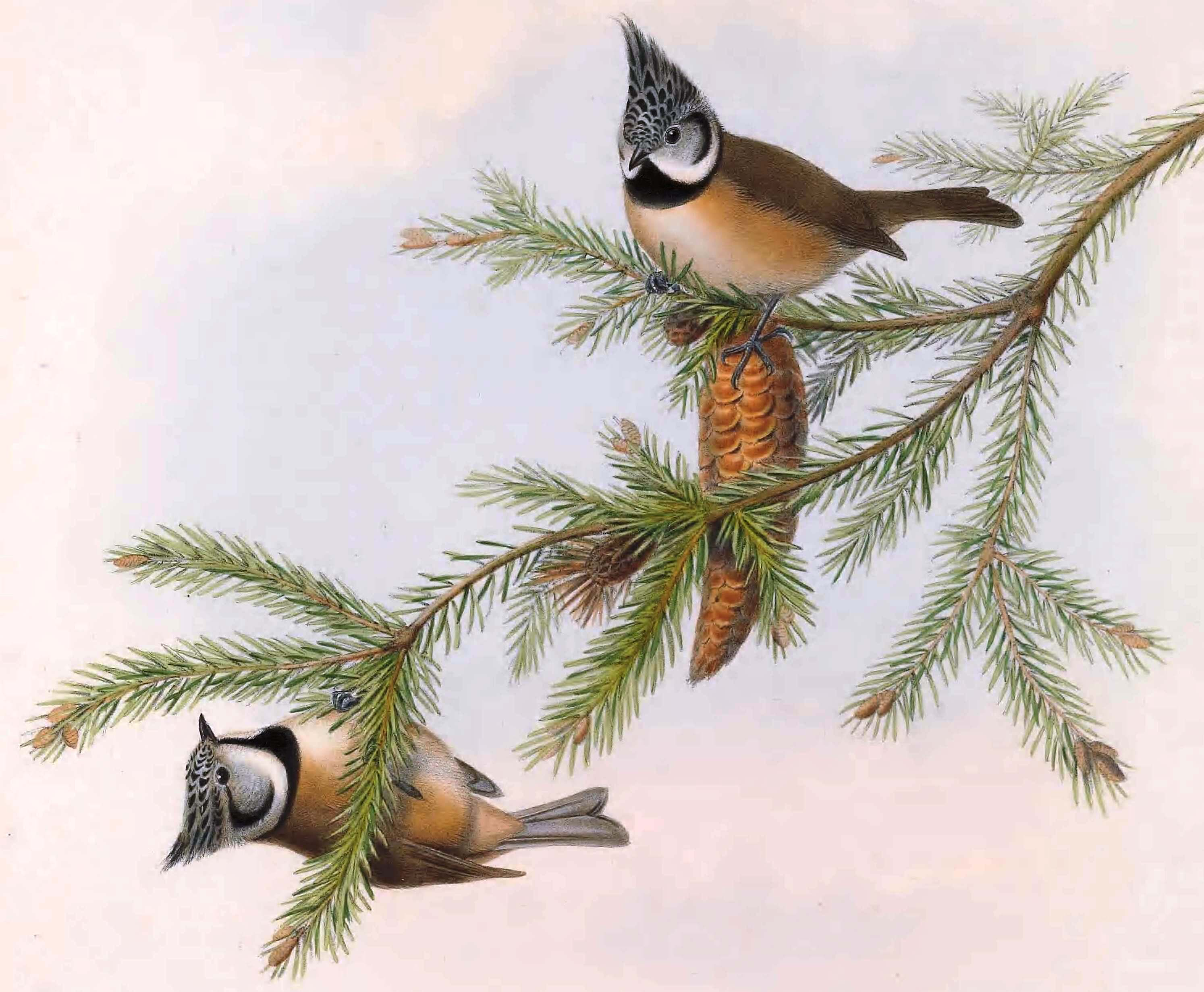
Pițigoiul moțat după John Gould (1873)

Are o lungime de 11,5-12  cm. Este ușor de recunoscut după moțul înalt de pe creștet, bine văzut chiar de la distanță, și petele albe și negre de pe cap, indiferent de vârstă și sex, aceste trăsături fiind unice printre pițigoii europeni. Moțul este ridicat când este excitat sau agitat sai când cântă.
Creștetul și moțul sunt negricioase, solzoase și dungate cu alb. Ceafa și părțile laterale ale capului  (inclusiv obrajii)  sunt albicioase, dungă de peste ochi și marginea posterioară a zonei auriculare sunt negre în formă de potcoavă, bărbia și gușa negre, în spatele obrazului alb se află un guler negru îngust ce se  întinde de la mantaua superioară până la gâtlej. Părțile superioare brunii, părțile inferioare albicioase, variabil nuanțate brun-gălbui pe flancuri.
Este o pasăre vioaie, sprintenă, aflându-se permanent în continuă mișcare. Locuiește în pădurile de conifere, unde se întâlnește cel mai adesea în coronamentul arborilor și pe capetele ramurilor. Adesea coboară pe pământ (în arborii tineri). Strigătul obișnuit de apel este un "si-si-si" sau "ți-ți-ți" repetat, însoțite de un tril scurt, răgușit. Zboară rapid, ondulat; coborând în jos și apoi ridicându-se în sus, bătând adesea din aripi. Iarna hoinărește, alăturându-se  altor specii de pițigoi și aușei, cu care formează stoluri mixte. Primăvara masculul cântă stând adesea nemișcat pe vârful unui brad sau pin.

## Descrierea

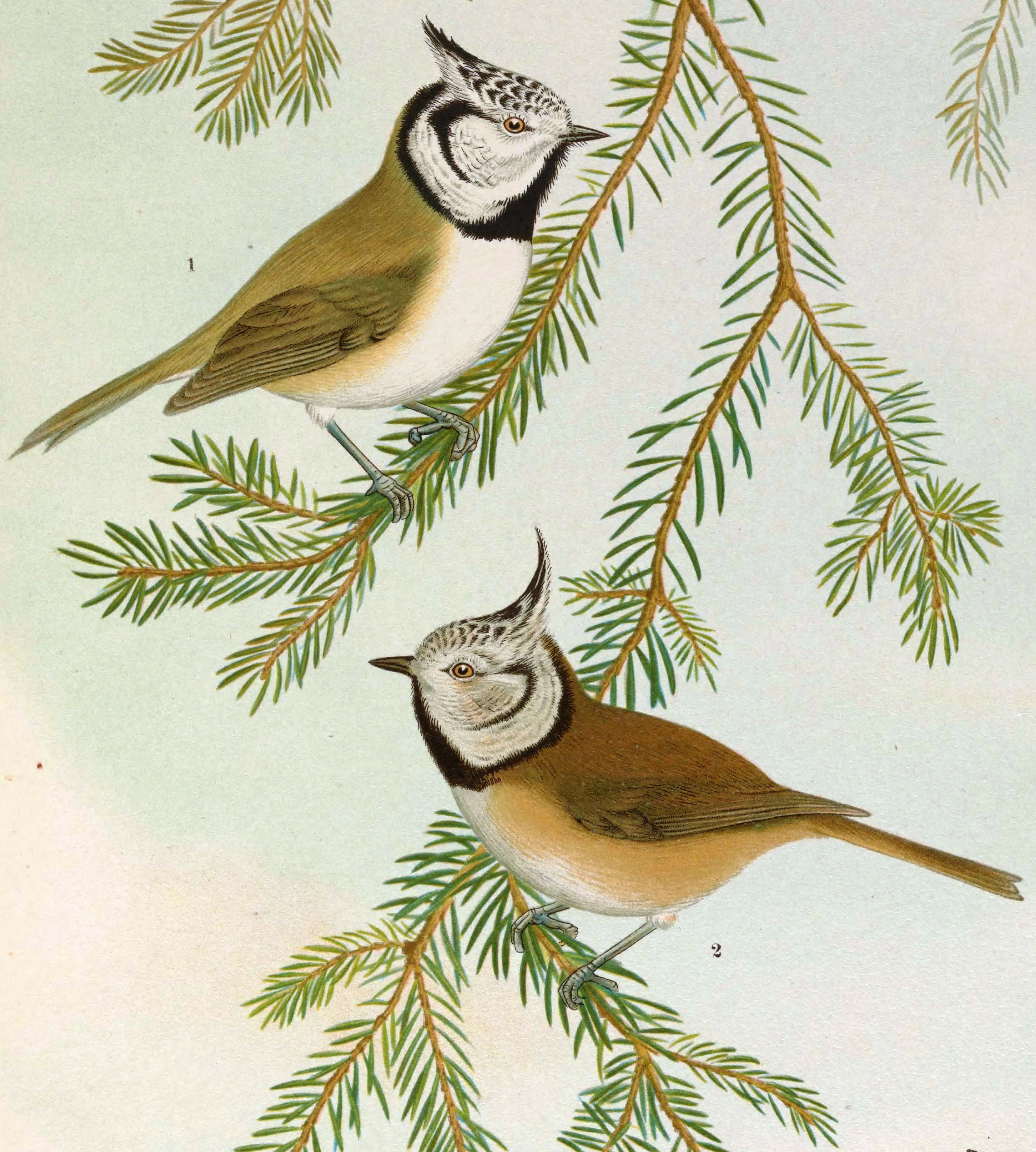
Pițigoiul moțat după Naumann (1897)

Este un pițigoi de talie mică, cu moț pe cap, cu o culoare albă și neagră pe față. Are o lungime de 11,5-12 cm și o greutate de 9,7-15,8 g.

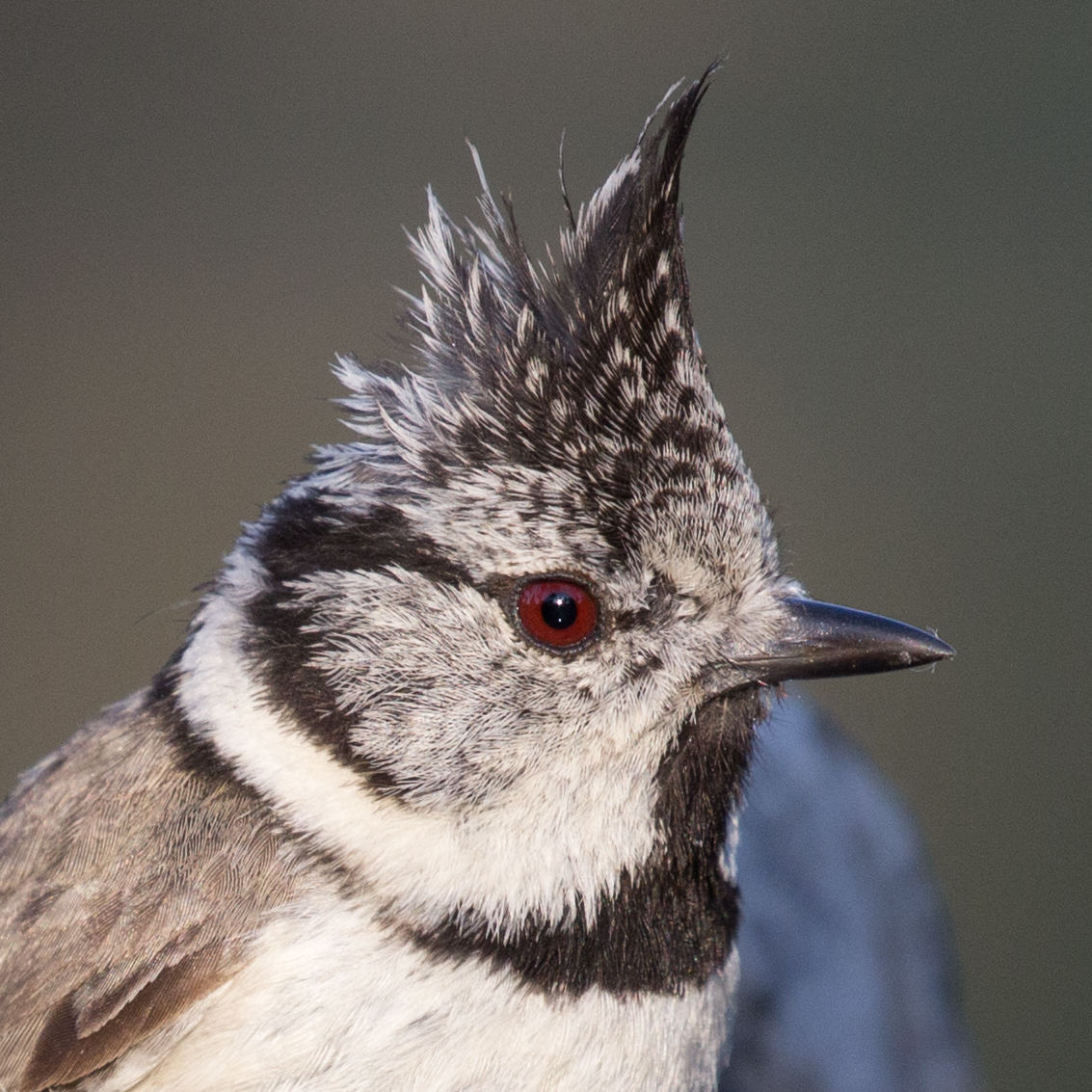
Capul pițigoiului moțat încununat cu un moț

Masculul subspeciei nominate are fruntea, până la creștet neagră și un moț negru; moțul este scurt (are o înălțime de 2 cm) și are o formă conică, cu vârful ascuțit. Penele negre de pe frunte, creștet și moț sunt tivite lat cu alb (dând un aspect solzos), la baza moțului ele sunt tivite mai îngust (moțul mai scurt și tivurile absente în penajul uzat). O linie neagra verticală îngustă coboară de la ceafă și se unește pe marginea superioara a mantalei cu gulerul negricios. Părțile superioare în cea mai mare parte brun-cenușii fără luciu, ușor mai strălucitoare pe tectricele supracaudale și mai palide sau mai cenușii pe tectricele supraalare. Alula și remigele de la cenușiu-închise până la negricioase, remigele primare fin tivite pe margini cu cenușiu. Coada cenușiu-brunie, fin tivită cu brun-cenușiu, steagul extern al rectricelor laterale tivit pe margini cu alb. Sprânceană (dilatată în spatele ochiului), laturile părții posterioare a creștetului, obrajii, tectricele auriculare și laturile gâtului sunt albe, uneori ușor nuanțate cu brun-gălbui. Marginea posterioară a zonei auriculare în formă de potcoavă și dunga de peste ochi sunt negre (dunga de peste ochi este indistinctă înaintea ochiului și nu ajunge la baza ciocului). Baveta (bărbia, partea inferioară a gâtului și centrul părții superioare a pieptului) sunt negre. De pe partea superioară a pieptului se întinde în sus pe laturile pieptului (în spatele laturilor albe ale gâtului ) un guler negru îngust, care se unește cu linia neagră de-a lungul mantalei superioare. Restul părților inferioare în cea mai mare parte sunt albe; laturile pieptului, flancurile și tectricele subcodale brun-gălbui sau cenușiu-gălbui deschis. Irisul variabil la culoare de la brun-deschis până la roșu-închis. Ciocul negru. Picioarele cenușiu-măslinii sau cenușiu-albăstruii.
Femela este foarte asemănătoare cu masculul (sexele nu se pot diferenția după penaj pe teren), dar are un moț mai scurt, dungile negre de pe laturile capului sunt mai înguste, marginile penelor de pe creștet și moț sunt mai brun-gălbuii (mai puțin albe), pe flancuri mai mult brun-gălbuii.
Juvenilul este foarte asemănător cu adultul, dar are creștetul mai brun și moțul mai scurt cu vârful mai rotunjit, laturile capului cu o nuanță brun-gălbuie, dunga de peste ochi și marginea posterioară a tectricelor auriculare mai brunii și mai puțin conturate, părțile superioare mai spălăcite, baveta (bărbia și partea inferioară a gâtului) mai brunie cu vârfurile penelor ceva mai albicioase. Gulerul negru de pe laturile pieptului este absent.
Subspeciile diferă puțin după mărime și coloritul penajului:
- Subspecia baschkirikus este foarte asemănătoare cu subspecia nominată, dar mai palidă și mai cenușie, și ușor alb-gălbuie (nu brun-gălbuie) pe flancuri.
- Subspecia bureschi seamănă foarte mult cu subspecia nominată și cu baschkirikus, dar are părțile superioare ceva mai spălăcite și mai închise la culoare și flancurile gălbui.
- Subspecia mitratus se deosebește de subspecia nominată prin părțile superioare brun-gălbui (se întâlnesc și indivizi mai brunii și mai cenușii), târtița și tectricele supracaudale brune, mai strălucitore, cu o nuanță rozacee, marginile tectricelor aripii și rectricelor cozii brun-gălbui, marginile remigelor aripii brun-cenușii, alb-murdare dedesubt, abdomenul cu o nuanță brun-gălbuie, restul părților inferioare cu o nuanță gălben-brunie.
- Subspecia scoticus este asemănătoare cu subspecia mitratus, dar penele de pe frunte și creștet au marginile spălăcite, părțile superioare puțin mai spălăcite sau mai brun închise (nu brun-gălbui), de asemenea este mai spălăcită dedesubt, flancurile și tectricele subcodale cu o nuanță mai brunie.
- Subspecia weigoldi se aseamănă cu subspecia scoticus, dar marginile palide a penelor de pe vârful capului sunt mai late și mai albe (alb-gălbui la femelă), părțile superioare mai palide sau mai cenușii și mai puțin măslinii, părțile inferioare ceva mai albe.
- Subspecia abadiei se deosebește de subspecia weigoldi prin vârfurile penelor de pe frunte și creștet nuanțate brun-gălbui, obrajii cu o nuanță brun-gălbuie, părțile superioare brun-închise cu o nuanță brun-roșcată, târtița mai strălucitoare, brun-portocalie, părțile inferioare cu o nuanță intensă brun-gălbuie, flancurile brun-gălbui strălucitoare.

## Năpârlirea
Năpârlirea postnupțială a adulților este completă și are loc de la mijlocul lui iunie până în octombrie. Până în iunie penajul păsărilor adulte se uzează foarte mult, iar în iulie și august ele își schimbă penele. Primele încep să năpârlească penele capului, gâtului, tectricele alare și remigele, treptat căzând și înlocuindu-se cu altele noi. Năpârlirea păsărilor adulte se termină complet în septembrie-octombrie. Păsările în penajul proaspăt au o nuanță vădită brun-gălbuie pe partea inferioară a corpului, iar partea superioară a corpului capătă o nuanță mai brunie decât cea a păsărilor în penajul uzat.
Năpârlirea postjuvenilă este parțială și are loc în iulie-septembrie, se schimbă tectricele, inclusiv majoritatea sau toate tectricele supraalare mari, uneori una sau mai multe remige terțiare, și mai rar rectricele centrale ale cozii. Juvenilii din prima pontă încep să năpârlească în iulie, însă  năpârlirea este incompletă. Se schimbă doar penele mici (tectricele), iar remigele și rectricele nu năpârlesc rămânând cele din penajul juvenil, schimbându-se doar în toamna următoare. Juvenilii din a doua pontă năpârlesc mai târziu, în august. Până în septembrie a anului următor juvenilii își schimbă toate penele.

## Glasul

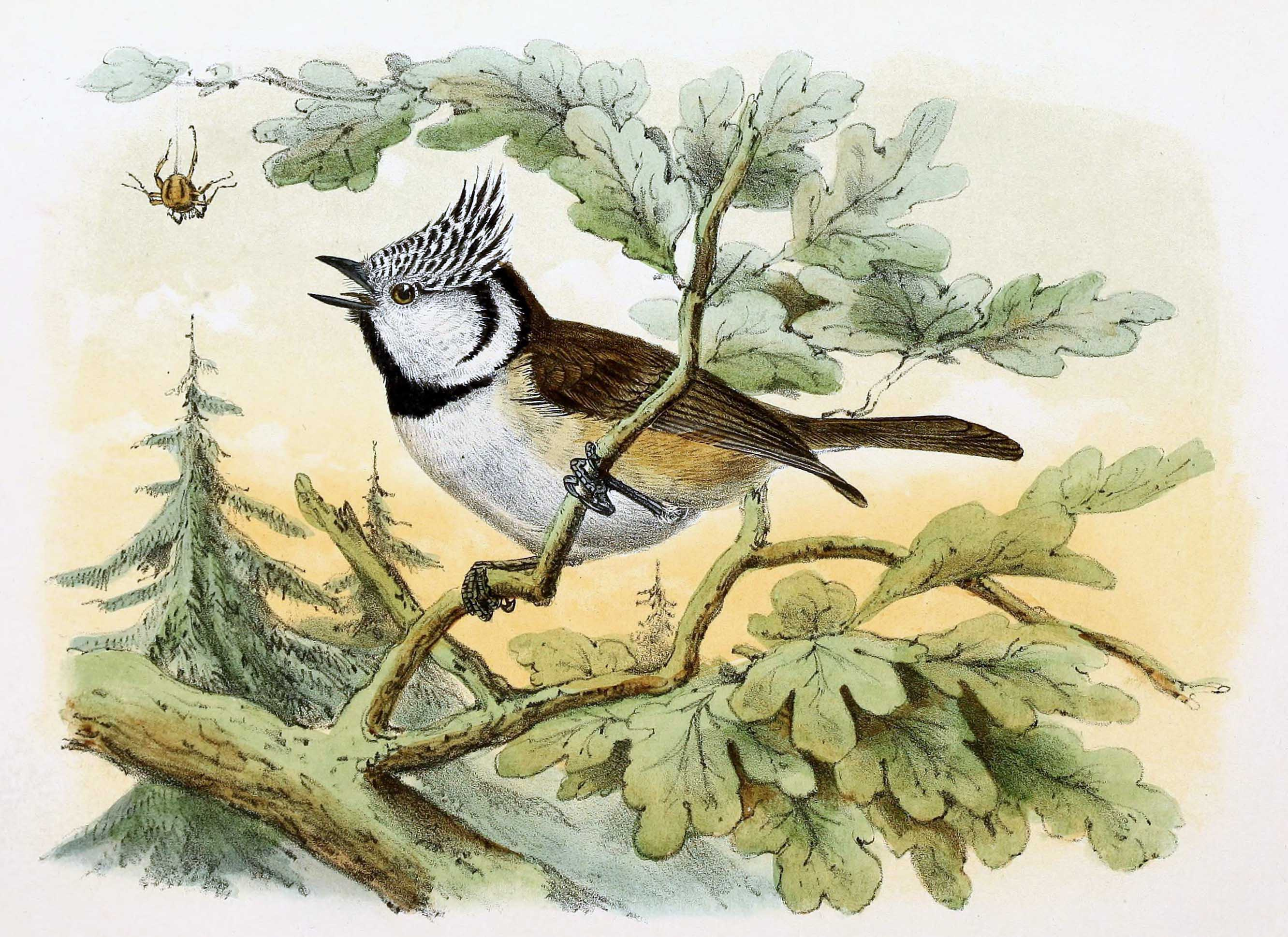
Pițigoiul moțat cântând pe o ramură

Cel mai adesea cântă în timpul zilei masculul, care însoțește o femelă sau stă undeva sus în coroana arborilor. Începe să cânte din februarie - martie. În comparație cu alți pițigoi cântă puțin.
Adesea emite un strigăt subțire, ascendent "si-si-si", "ți-ți-ți" sau "zi-zi-zi-cira-cira", urmat de un sunet jos, tremurător, torcător ca de pisică "brrrrrr, t-brrrrrr ...", cu note introductive variabile, uneori un "zizizi", "sizi-za, sizi-za , sizi-za" sau un ușor "si-si-si-sisisisisi" descendent spre sfârșit; de asemenea, emite un sunet subțire "si", pițigăiat, izolat sau în serie "sit, sit, silililili".
Cântecul constă dintr-o versiune mai lungă și mai puternică a notelor "ți-ți-ți burrurrlt, burrurrlt" sau "ți-ți-turrrrit ți-ți-turrrrit", variabil intercalat cu note de o tonalitate înaltă "sih-i-i" și repetat rapid și frecvent.

## Habitatul

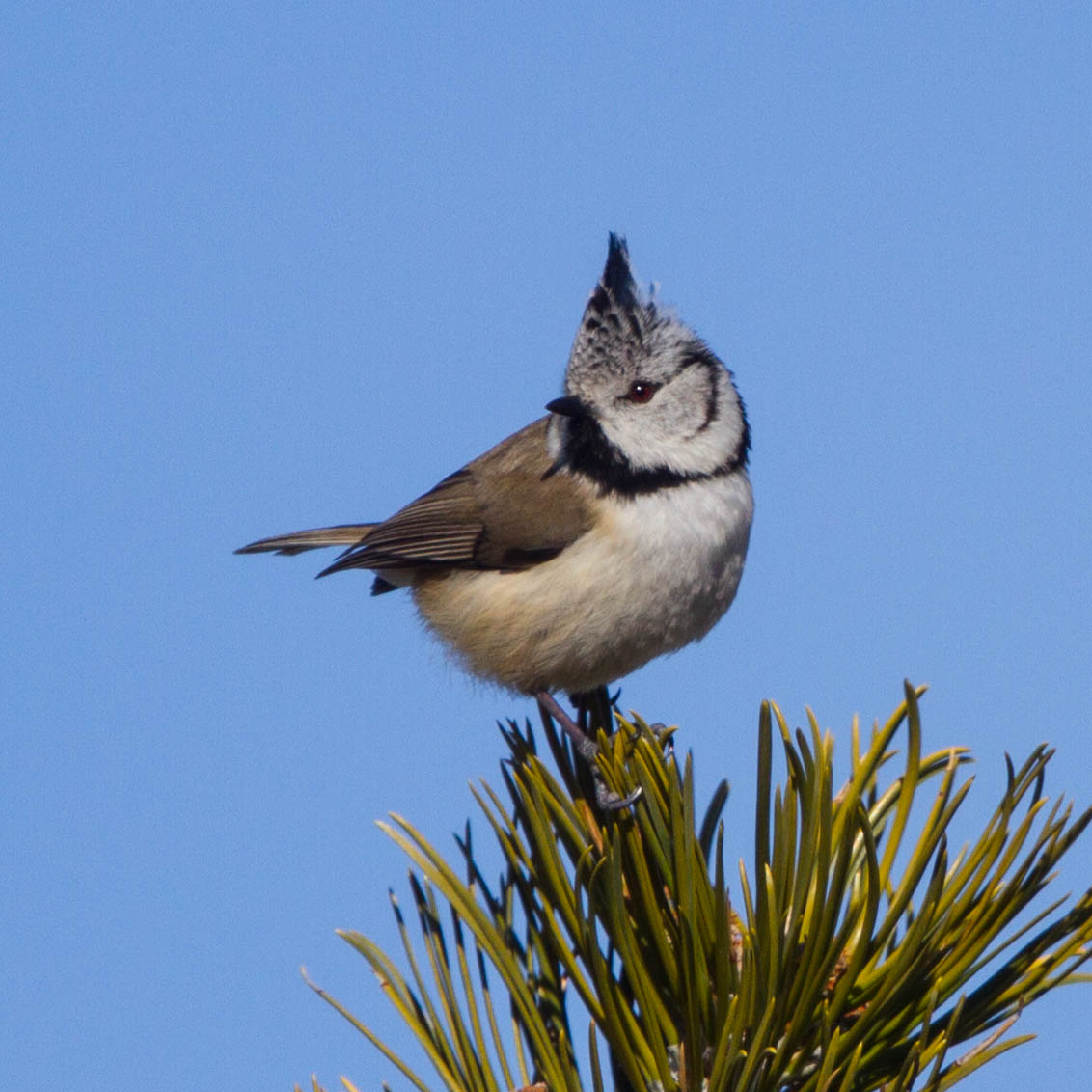
Pițigoiului moțat în vârful unui conifer

În nordul Europei se întâlnește în pădurile de pin (Pinus) și molid (Picea), mai ales în cele de molid (Picea abies), adesea și în coniferele din pădurile mixte; în Scoția este întâlnit numai în pădurile bătrâne (cu arbori de peste 20 de ani) de pin silvestru (Pinus sylvestris) în care cresc răzleț și arbori foioși, mai ales de mesteacăn (Betula) și arin (Alnus); în Belgia preferă molizii maturi înalți și pinii bătrâni, evitați de alte specii de pițigoi.
În centrul, sudul și sud-vestul Europei se găsește într-o varietate mai mare de habitate, inclusiv în păduri deschise cu strat ierbos sau subarboret bine dezvoltat și cu un număr mare de copaci și bușteni putreziți (folosiți pentru construirea cuiburilor); trăiește în pădurile de fag (Fagus) în Pirinei și de stejar de plută (Quercus suber) în sudul Peninsulei Iberice. În vestul Rusiei se întâlnește în special în pădurile de molid și de pin, evitând pădurile de foioase și mixte. În sud-estul Europei preferă pădurile de conifere de mare altitudine, mai ales cele de molid (Picea abies), de asemenea cele de brad grecesc (Abies cephalonica) și pin negru (Pinus nigra).

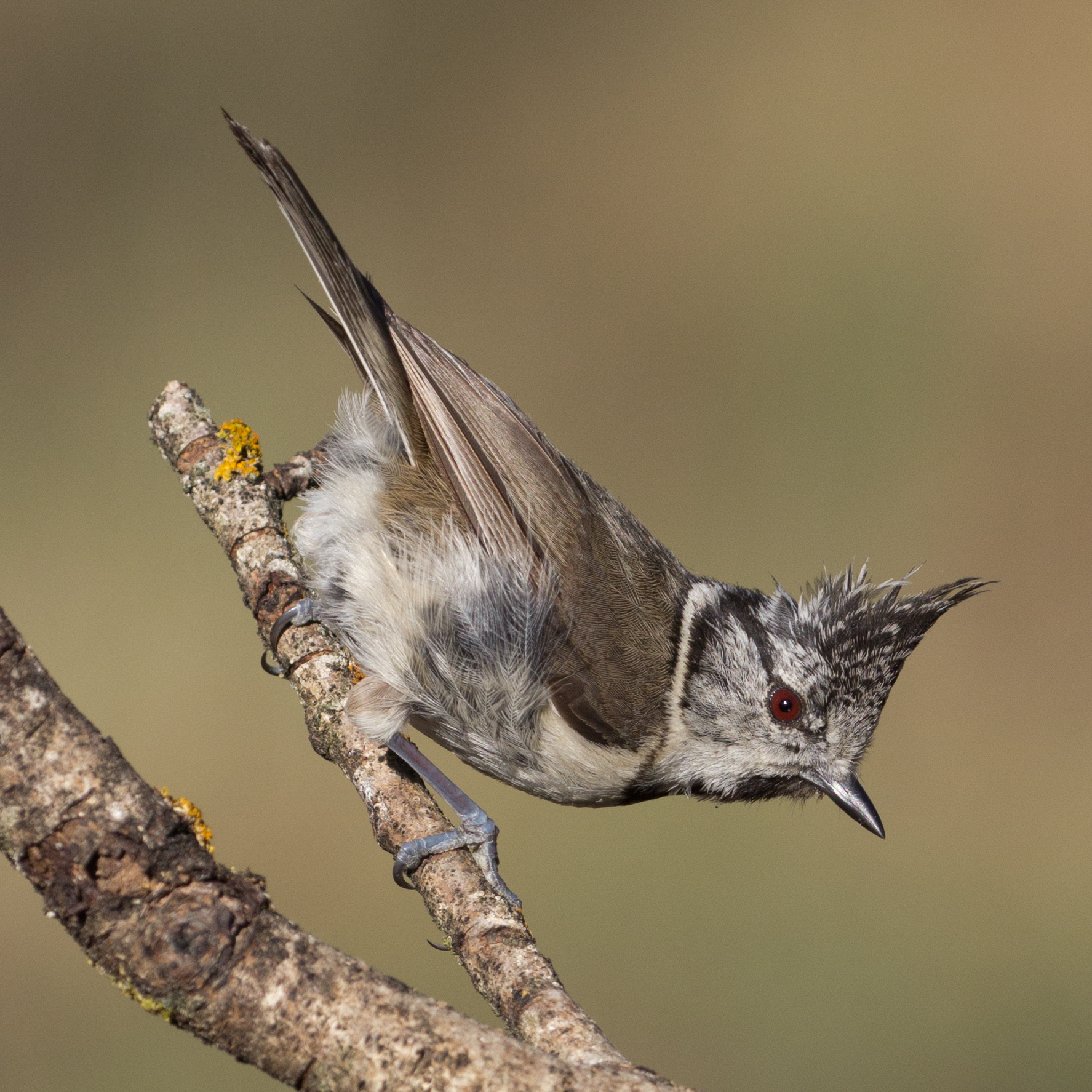
Pițigoiul moțat pe o creangă

În afara sezonului de reproducere în căutarea hranei poate efectua deplasări sezoniere la distanțe scurte în zonele de ienupăr (Juniperus) sau de iarba neagră (Erica, Calluna); în unele locuri se întâlnește și în parcuri și livezi, vizitează și grădinile.
Poate fi găsit până la limita altitudinală superioară a pădurilor, până la 615 m în Scoția; în general este o pasăre montană în sudul Europei, întâlnindu-se până la 1800 m în Austria și până la 1000-2300 m în Balcani și nordul Greciei.
În România pițigoiul moțat este o specie sedentară și trăiește în zonele montane din Carpați și Munții Apuseni, în pădurile de conifere,  mai ales cele de molid (Picea abies). Coboară în etajele inferioare numai în iernile foarte grele. În Munții Călimani s-a întâlnit frecvent între 730 m și 1770 m, de asemenea în munții Bucegi, Piatra Craiului și Retezat; s-a observat în perioada clocitului între 750 m și 1800 m. Frecventează însă și partea superioară a etajului pădurilor mixte. Aparține tipului de faună european. În Carpați se găsește subspecia nominată Lophophanes cristatus cristatus, iar în Munții Apuseni subspecia nominată intergradează cu subspecia Lophophanes cristatus mitratus.

## Hrana

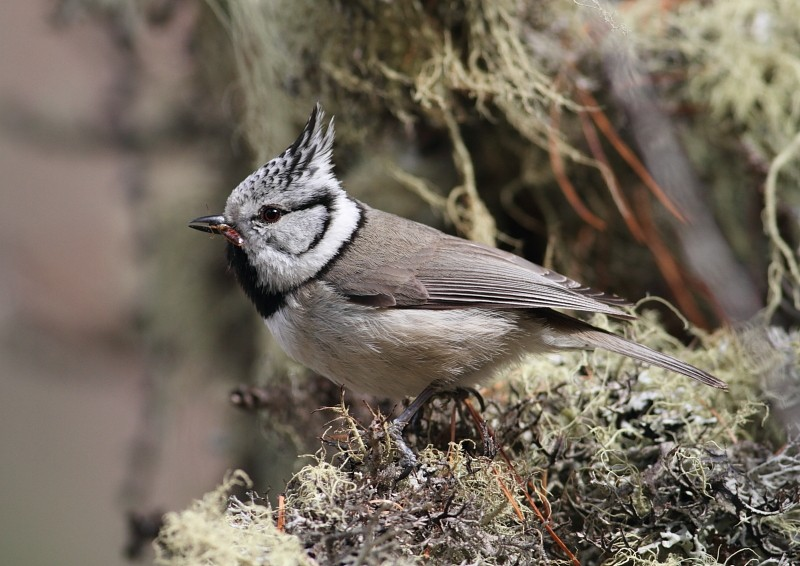
Pițigoiul moțat cu o insectă în cioc

Se hrănește în timpul sezonului de reproducere (primăvara și vara) în principal cu nevertebrate mici, în special cu insecte și larvele lor (inclusiv omizi) și păianjeni, iar în afara sezonului de reproducere (toamna și iarna) pe lângă nevertebrate consumă cantități mari de semințe (de molid, brad, pin și de alte conifere) și unele fructe.

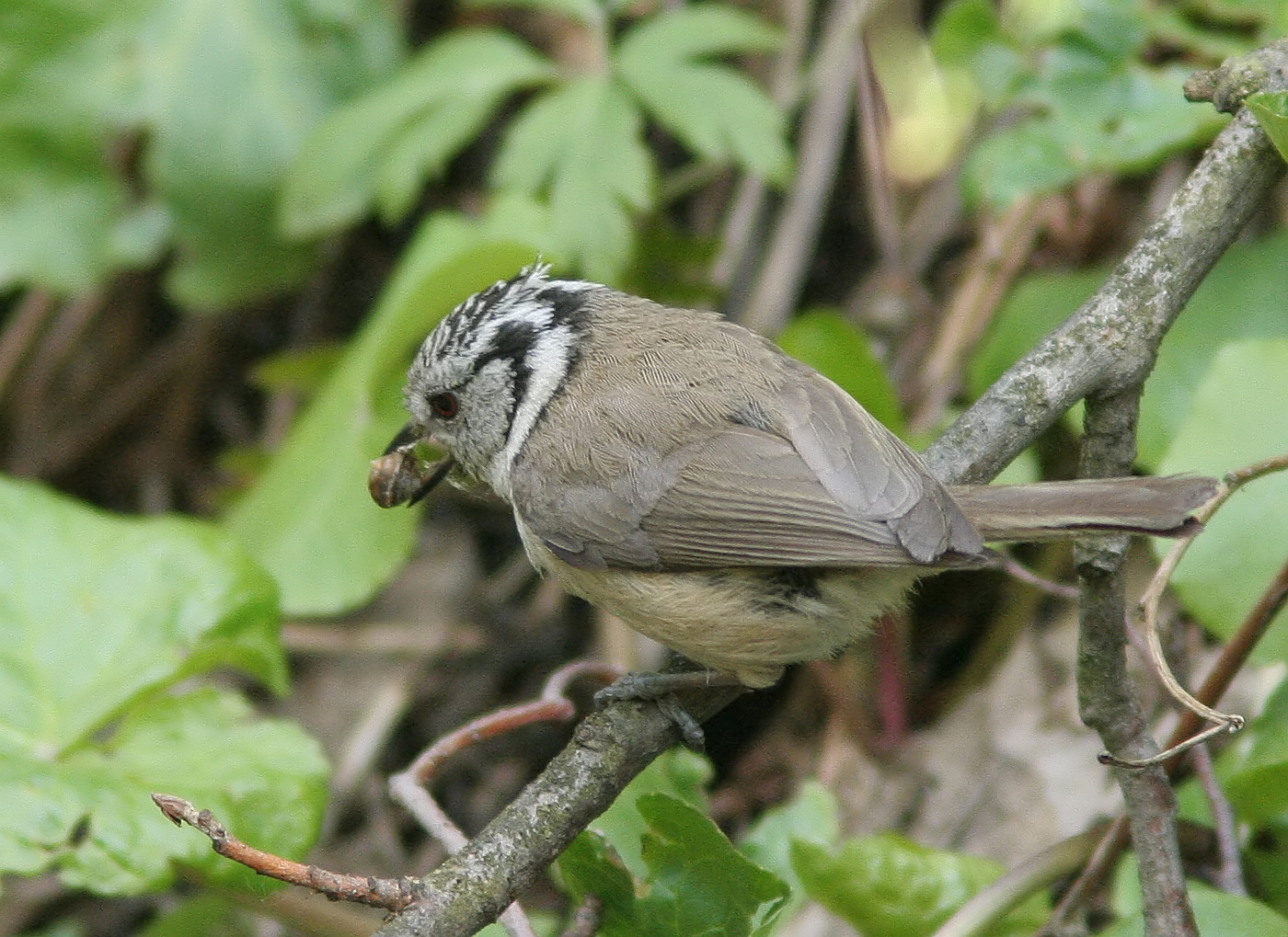
Pițigoiul moțat cu o sămânță în cioc

Se hrănește în timpul verii în principal cu fluturi (mai ales cu omizi), gândaci (în special cu gărgărițe și crisomelide), homoptere, în special cu păduchi de plante (afide) și păduchii țestoși (diaspidide), și păianjeni; mai rar cu muște, himenoptere și alte insecte.
Printre nevertebratele consumate se numără zigoptere (Zygoptera) și mici libelule (Odonata), plecoptere (Plecoptera), efemeroptere (Ephemeroptera), hemiptere (Hemiptera), inclusiv afide (Aphidoidea), neuroptere (Neuroptera), lăcuste (Orthoptera), molii (Lepidoptera), muște (Diptera), trihoptere (Trichoptera), albine și viespi mici și furnici (Hymenoptera), gândaci (Coleoptera), păianjeni (Araneae), râme (Oligochaeta) și melci (Gastropoda).
Hrana cu nevertebrate este obișnuit completată în mare măsură, mai ales în afara sezonului de reproducere, cu semințe de molid, pin, brad și duglas (Pseudotsuga), ienupăr, chiparos (Chamaecyparis), fag, mesteacăn, plop tremurător (Populus), măcieș (Rosa) și crușân (Rhamnus), cu boabe de păducel (Crataegus), scoruș de munte (Sorbus) și sânger (Cornus), și cu sevă de mesteacăn, plop tremurător și arțar (Acer).
Puii sunt hrăniți în principal cu păianjeni și omizi, dar și cu semințe de pin.

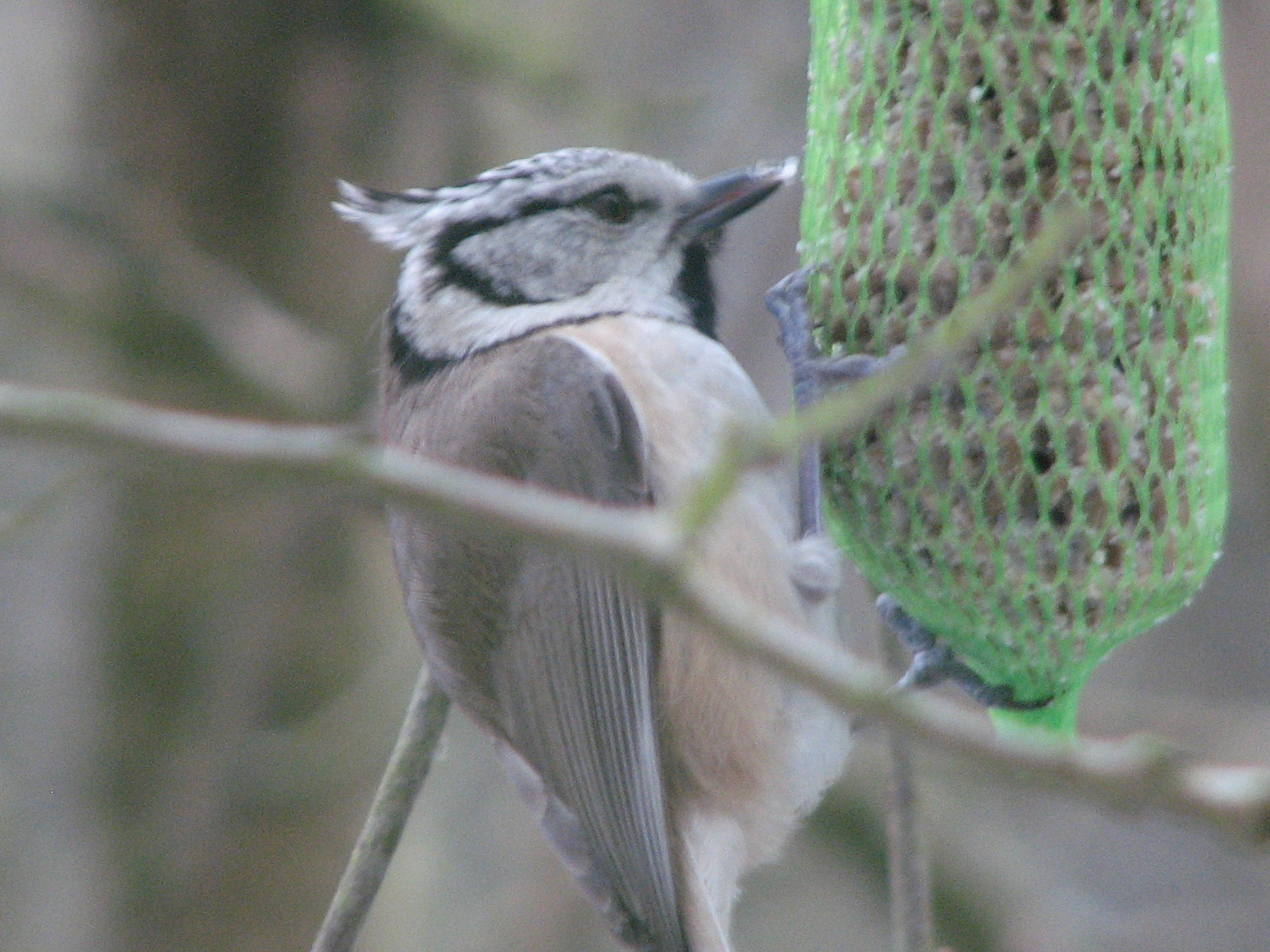
Pițigoiul moțat la o hrănitoare de păsări

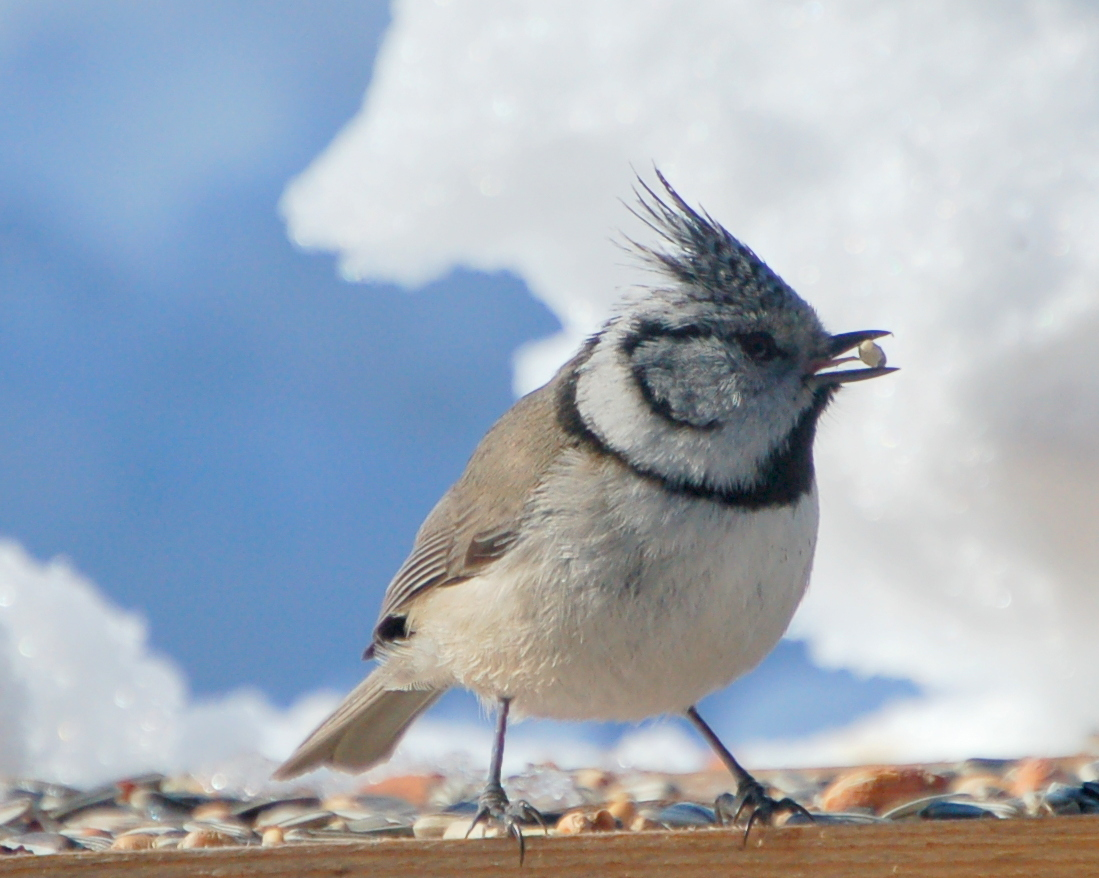
Pițigoiul moțat cu o sămânță în cioc

Atunci când găsește hrană din abundență își face provizii de hrană, mai ales de semințe de conifere, larve de lepidoptere și păianjeni, pe tot parcursul anului, pe care le ascunde în găurile și crăpăturile din scoarța trunchiurilor copacilor, de asemenea și în stratul de licheni de pe ramuri (rareori pe pământ), alimentele sunt fixate pe loc sau acoperite cu salivă sau funigei, insectele sunt parțial decapitate sau paralizate și adesea depozitate în timp ce ele sunt încă vii. La sfârșitul verii și toamna își face provizii de insecte (mai ales larve) și păianjeni, precum și de semințe, ca rezervă de hrană pentru iarnă, aceasta fiind o strategie a speciei pentru a supraviețui în sezonul rece, atunci când hrana se împuținează. Primăvara sunt stocate semințele de conifere. Rezervele de hrană probabil nu sunt memorizate, dar se pare că sunt amplasate în locurile unde păsarea își caută hrana. Proviziile ascunse de hrană sunt adesea folosite de mai mulți indivizi din grupul de pițigoi format iarnă.
Vara își procură hrana mai ales în etajul superior al pădurii, în coronamentul coniferelor; în alte perioade ale anului coboară în etajul inferior al pădurii pentru a se hrăni pe ramurile de jos ale copacilor tineri, în subarboret și pe pământ, unde caută semințele sau insectele căzute, iar în nordul arealului când ninge se hrănește pe pământ sub desișul ierbii negre bine dezvoltat. Adesea urmează veverițele care se hrănesc cu conuri, culegând semințele împrăștiate de ele. Uneori vizitează hrănitoarele de păsări în zonele apropiate locurilor lor de cuibărit. Caută hrana și prin frunziș sau grămezi de licheni. Se agață de ramuri și scoate semințele din conuri atârnând cu capul în jos pe rămurele subțiri sau uneori planând pe loc; de asemenea, scoate larvele și omizile de sub scoarță sau din lemnul mort.
Pițigoiul moțat aduce folos omului, nimicind insectele dăunătoare speciilor de conifere.

## Comportamentul

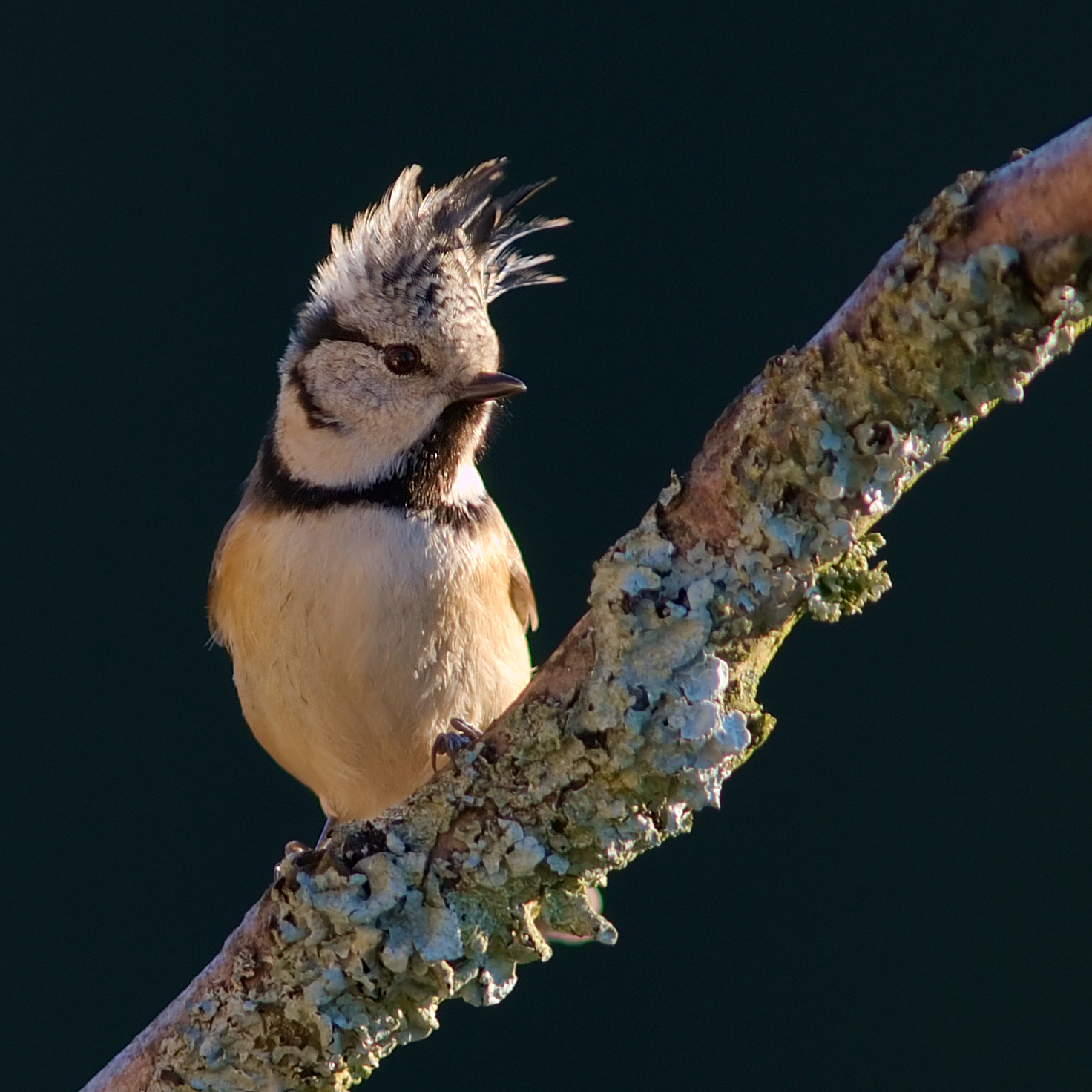
Pițigoiul moțat pe o creangă

Este o pasăre vioaie, sprintenă, veșnic în mișcare, uneori curioasă.
De obicei este observat solitar sau în perechi. Unde densitățile sunt destul de mari, se întâlnește în afara sezonului de reproducere în grupuri mici de până la 6 indivizi (excepțional, 12 sau ceva mai mult), care includ de obicei una sau mai multe perechi și câțiva juvenili, probabil neînrudiți.
Iarna în căutarea hranei formează stoluri mixte cu alte specii de pițigoi, mai ales cu pițigoiul de munte (Poecile montanus), cu cojoaica de pădure (Certhia familiaris) și aușelul cu cap galben (Regulus regulus). Uneori iarna se poate asocia cu pițigoiul de brădet, și petrece mai mult timp în partea inferioară a coroanei arborilor, în apropierea solului.
În Scoția, unde densitatea este cea mai mică, este de obicei solitar în afara sezonului de reproducere, dar se poate alătura grupurilor hoinare alcătuite de alte specii de pițigoi sau de alte păsări insectivore mici în timpul ce ele trec prin teritoriul său.

## Reproducerea
Pițigoiul moțat este o pasăre monogamă, masculul apărându-și teritoriul, perechile formate rămân împreună pe toată viața. Într-un studiu din Rusia, s-a estimat că circa 90% de perechi sunt formate de adulții care se reproduc pentru prima dată și cei rămași văduvi, iar cele mai multe perechi s-au format în cadrul grupului social hibernal.
Teritoriul ocupat este menținut și apărat pe tot parcursul anului. Mărimea teritoriului ocupat nu este bine cunoscută, dar domeniul vital (care reprezintă majoritatea teritoriului) este de 6-11 ha în cea mai mare parte a Europei, deși în Scoția (unde populația este răzleață) dimensiunea teritoriului apărat indică faptul că acest teritoriu este probabil slab delimitat.
În timpul paradei nupțiale, care are loc în luna martie, masculul își ridică creasta și își flutură aripile, el oferă femelei hrană.
Sezonul de reproducere are loc din martie până în iunie.
Femela explorează cavități în copaci sau cioturi goale, pentru a alege locul de cuib. Cuibul este construit numai de femelă, el are forma unei cupe sau străchini și este făcut din mușchi, uneori și din licheni, iar interiorul căptușit cu păr de animale, lână, pene, câteodată și cu funigei (pânză de păianjen), frunze. Cuibul este amplasat de cele mai multe ori la o înălțime sub 4 m (excepțional 13 m) de la pământ.  Cuibul și-l instalează în diferite scorburi, de obicei în arbori parțial putreziți ce se află în picioare: în scorbura unui trunchi de copac putrezit sau mort, sau în scorbura dintr-o creangă sau buștean putrezit, uneori în scorburile arborilor vii bătrâni, parțial putreziți. Frecvent intră și ocupă scorbura veche abandonată a ciocănitorii (mai ales a ciocănitoarei pestrițe mari), sau în cuibul nefolosit al ciorilor sau a unor păsări răpitoare sau în cuibul abandonat de veveriță, uneori în scorbura unui par de gard sau într-o groapă în pământ sau sub rădăcinile copacilor. Scorbura pentru cuib este săpată în lemn putred sau lărgită de către ambii parteneri, în principal de către femelă, căreia îi ia aproximativ 3 săptămâni. Ocupă obișnuit și cuiburile artificiale.

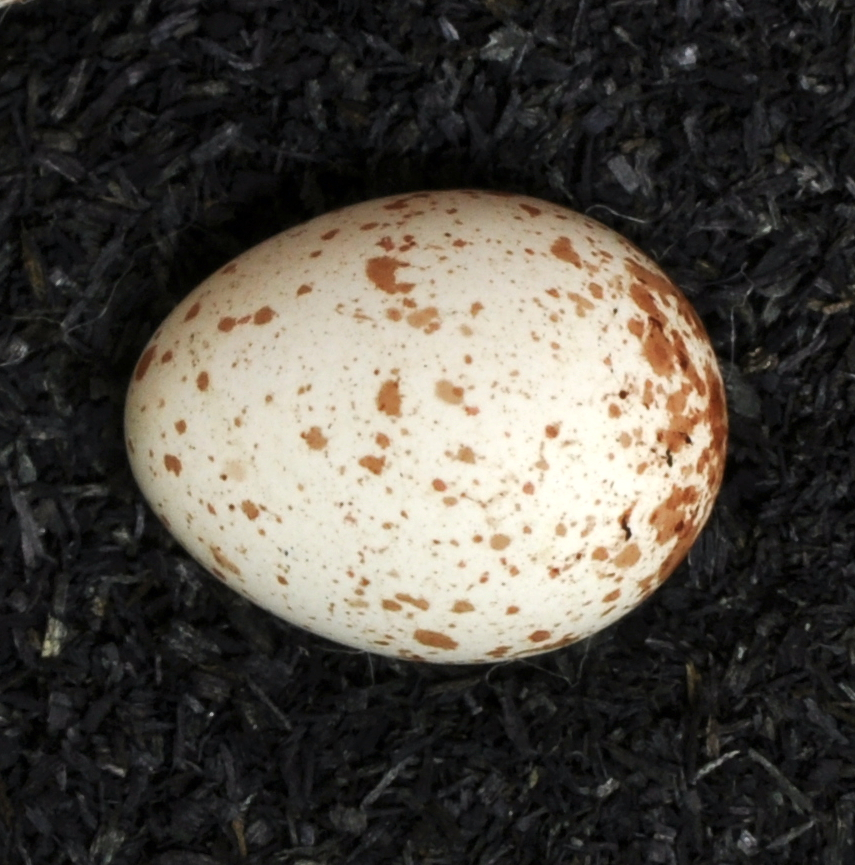
Un ou al pițigoiului moțat

Depune o pontă pe an, în sudul arealului în ani favorabili uneori două. Prima pontă este depusă de femelă din aprilie (mai rar din martie) până în mai. Ponta este formată din 5-11 ouă (de obicei 5-8 ouă), cea mai mică pontă este depusă în nordul arealului. Ouăle sunt fusiforme, netede, slab lucitoare, albe cu pete și puncte roșii purpurii sau maro-roșcate, abundente spre capătul rotund al oului, ele  au o dimensiunea medie de 16×13 mm. Femela clocește singură aproximativ 13-18 zile. Masculul aduce hrana la cuib femelei până ce aceasta termină clocitul.

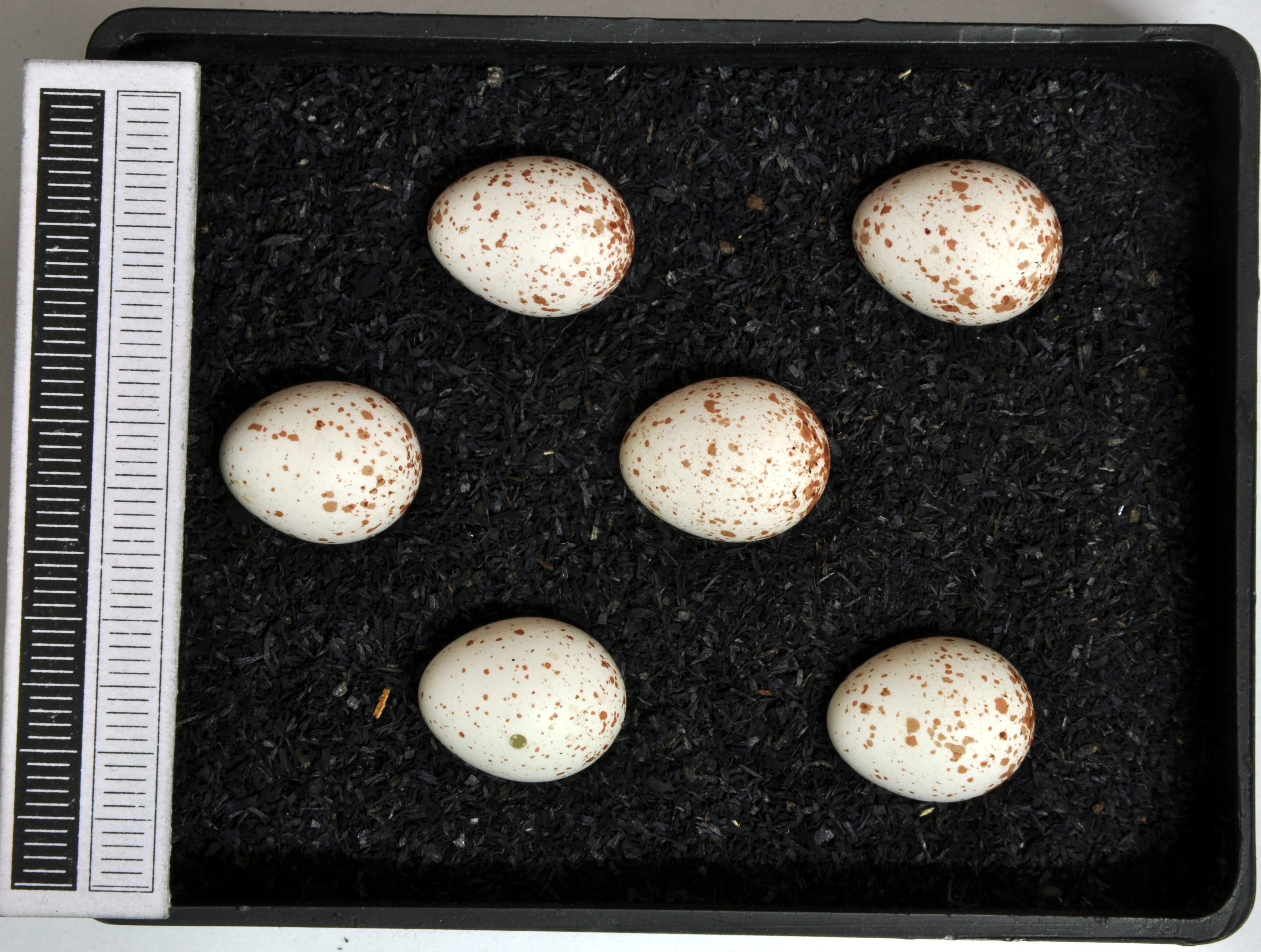
Ouăle pițigoiului moțat

Puii eclozați sunt nidicoli; în primele 6-7 zile sunt protejați și acoperiți de femelă, iar masculul aduce hrană.  În continuare, ambii părinți aduc hrană la cuib, puii sunt alimentați însă mai ales de femelă până când ajung la vârsta de 16-22 zile de la ecloziune și pot să părăsească cuibul. Puii au puful destul de abundent și lung, gri închis pe cap și mijlocul spatelui; gâtlejul este galben murdar; umflătura marginală a ciocului este galbenă deschis lucitor. După ce au părăsit cuibul puii rămân dependenți de hrana găsită de adulți pentru încă 23-25 de zile. Dacă femela începe depunerea celei de a 2-a ponte în iunie, cu îngrijirea puilor, până ce aceștia devin complet independenți, se ocupă masculul.
Succesul reproductiv este variabil, numărul mediu de pui capabili să zboare rezultați dintr-o pontă este de 4,7 în Finlanda, până la 5,9 în sudul Germaniei, rata succesului reproductiv este, în general, mai mică în scorburile naturale (cauza fiind necunoscută). Principalul prădător al cuibului este ciocănitoarea pestriță mare (Dendrocopos major), într-un studiu din regiunea Pskov (nord-vestul Rusiei) prădarea cuiburilor de către ciocănitori a fost de 39-60% și succesul reproductiv mediu de 3,27 de pui zburători pe pereche. Mortalitatea anuală a adulților într-un studiu din Rusia a fost de 73%.
Ajunge la maturitatea sexuală la vârsta de un an. Longevitate maximă înregistrată (după datele de inelare) este de 11 ani 6 luni.

## Deplasări sezoniere
Este în general o pasăre sedentară; hoinărește în timpul iernii. În nordul arealului se deplasează uneori până la 100 km de la locul de cuibărit în afara sezonului de reproducere, ajungând până în Laponia, sudul Peninsulei Kola și gura fluviului Peciora, iar în sudul arealului hoinărește până în Ucraina și Republica Moldova.
Apariții accidentale a fost înregistrate în centrul Siberiei, Kazahstan, Anglia (de asemenea, în Scoția departe de locurile de cuibărit) și Maroc.

## Statutul și conservarea
Specia nu este amenințată cu dispariția la nivel global (LC după criteriile IUCN).
Este comună sau destul de numeroasă în cea mai mare parte a arealului; rară în unele locuri din Scoția, rară și în vestul și nord-estul Ungariei.
Populația europeană este estimată la 5.450.000-9.810.000 perechi, ceea ce echivalează cu 10.900.000-19.600.000 de indivizi maturi. Europa formează aproximativ> 95% din arealul global. Cele mai mari populații au fost înregistrate în Rusia (1.500.000-2.500.000), Spania (805.000-1.270.000) și Germania (400.000-790.000).
Populația din România este considerată stabilă și cu efective importante la nivel european, fiind apreciată la 50.000-150.000 de perechi cuibăritoare.
În întreg arealul, dar mai ales în nord, nivelul populației fluctuează ca urmare a condițiilor meteorologice nefaste din timpul iernilor severe. Densitățile populațiilor variază de la 48 perechi/km² în nord-estul Franței și 40 perechi/km² în pădurile de pin din nord-vestul Spaniei și cele de stejar de plută din Portugalia, la 17 perechi/km² în pădurile bătrâne de pini din centrul Scoției (dar numai 1 pereche/km² în pădurile mixte cu arbori de diferite vârste) și 2-3 perechi/km² în pădurile de molid și pin din nordul Finlandei.
Arealul s-a extins spre vest în centrul și sudul Franței, Belgia și Olanda și spre nord în Danemarca și în unele părți din Finlanda ca urmare a intensificării creșterii și extinderii plantațiilor comerciale de conifere. În schimb, a avut loc un declin general de circa 50% a populației în Finlanda între 1955 și 1985 datorită modernizării practicilor forestiere, și în aceeași perioadă s-a înregistrat un declin de circa 20% în Suedia și Cehia echilibrat de creșterea populațiilor din Spania, Italia și Ungaria. Efectivul speciei a fost stabil în perioada 1970-1990. Între 1990 și 2000 populațiile de pițigoi moțat din cele mai multe țări au crescut sau au rămas stabile, cu excepția Rusiei, unde s-a înregistrat un declin. În prezent populația este în scădere la nivel european.
Într-un loc de studiu din masivul muntos Erzgebirge din estul Germaniei, declinul local a populației a ajuns la 30% (în mare măsură datorită mortalității adulte ridicate și a fertilității reduse) ca urmare a poluării atmosferice a pădurilor de conifere. În Scoția, arealul s-a redus în secolul al XVIII-lea, după distrugerea pădurii Caledoniene de pin; unele recuperări a numărului populației au avut loc în a doua jumătate a secolului al XX-lea, iar populația este acum stabilă numărând circa 900 perechi; în ciuda abundenței de noi plantații forestiere comerciale, nu a existat nici o extindere a arealului tradițional din Scoția.
Principalele amenințări sunt modificarea, fragmentarea și pierderea habitatului, managementul defectuos al pădurii, incendiile de pădure și poluarea.
Populația europeană estimată de perechi cuibăritoare
| Țara (sau teritoriul) | Populația estimată (perechi cuibăritoare) | Anul estimării |
| --------------------- | ----------------------------------------- | -------------- |
| Albania               | 1.500-2.500                               | 2002-2012      |
| Andorra               | 1.000-3.000                               | 1999-2001      |
| Austria               | 200.000-300.000                           | 2001-2012      |
| Bielorusia            | 200.000-350.000                           | 2001-2012      |
| Belgia                | 20.000-65.000                             | 2008-2012      |
| Bosnia și Herțegovina | 12.000-17.000                             | 2010-2014      |
| Bulgaria              | 7.000-10.000                              | 2005-2012      |
| Croația               | 20.000-50.000                             | 2014           |
| Cehia                 | 111.200-222.400                           | 2012           |
| Danemarca             | 15.000                                    | 2011           |
| Estonia               | 80.000-120.000                            | 2008-2012      |
| Finlanda              | 310.000-590.000                           | 2006-2012      |
| Franța                | 300.000-600.000                           | 2008-2012      |
| Germania              | 400.000-790.000                           | 2005-2009      |
| Grecia                | 2.000-5.000                               | 2008-2012      |
| Ungaria               | 3.500-5.000                               | 1995-1997      |
| Italia                | 20.000-40.000                             | 2011           |
| Kosovo                | 600-800                                   | 2009-2014      |
| Letonia               | 86.429-185.073                            | 2012           |
| Liechtenstein         | 500-800                                   | 2009-2014      |
| Lituania              | 120.000-250.000                           | 2008-2012      |
| Luxemburg             | 2.000-4.000                               | 2008-2012      |
| Macedonia             | 1.000-2.500                               | 2001-2012      |
| Muntenegru            | 1.500-3.000                               | 2002-2012      |
| Olanda                | 15.916-23.874                             | 2008-2011      |
| Norvegia              | 120.000-145.000                           | 2013           |
| Polonia               | 340.000-500.000                           | 2008-2012      |
| Portugalia            | 100.000-500.000                           | 2008-2012      |
| România               | 50.000-150.000                            | 2001-2013      |
| Rusia                 | 1.500.000-2.500.000                       | 2000-2012      |
| Serbia                | 3.100-4.300                               | 2008-2012      |
| Slovacia              | 25.000-50.000                             | 2002           |
| Slovenia              | 90.000-280.000                            | 2002-2012      |
| Spania                | 805.000-1.270.000                         | 2004-2006      |
| Suedia                | 293.000-499.000                           | 2008-2012      |
| Elveția               | 120.000-160.000                           | 2008-2012      |
| Ucraina               | 75.000-95.000                             | 2000           |
| Marea Britanie        | 1.000-2.000                               | 1993-1995      |
| Uniunea Europeană     | 3.400.000-6.480.000                       |                |
| Europa                | 5.450.000-9.810.000                       |                |